# برنارد برنارد
برنارد برنارد (بالفرنسية: Bernard Bernard)‏ هو قسيس مسيحي فرنسي، ولد في 21 يوليو 1821 في Mogues ‏ في فرنسا، وتوفي في 1895 في Noirétable ‏ في فرنسا.